# Єпішев Олексій Олексійович
Олексій Олексійович Єпішев (нар. 6 (19) травня 1908, м. Астрахань, нині РФ — 15 вересня 1985 м. Москва) — радянський партійний та державний військовий діяч; начальник Головного політичного управління Радянської армії та флоту (1962—1985), генерал армії (1962). Герой Радянського Союзу (21.02.1978). Лауреат Ленінської премії (1983). Депутат Верховної Ради СРСР 1-го, 3—4-го, 6—11-го скликань. Депутат Верховної Ради УРСР 2—3-го скликань. Член ЦК КП(б)У в 1938—1952 і 1954—1956 рр. Член Організаційного Бюро ЦК КП(б)У в 1940—1949 рр. Кандидат у члени ЦК КПРС в 1952—1964 р. Член ЦК КПРС в 1964—1986 р.

## Біографія
Народився в родині робітника-бондаря лісотарного заводу Олексія Дмитровича та домогосподарки Мотрони Іванівни Єпішевих. У 1921 році закінчив трикласне парафіяльне училище в Астрахані. У вересні 1921 — вересні 1923 року — учень бондаря школи фабрично-заводського навчання Волго-Каспійського держрибтресту в Астрахані.
З вересня 1923 по листопад 1927 року працював підручним бондаря і бондарем астраханських бондарних майстерень Волго-Каспійського держрибтресту. У 1925 році закінчив три класи вечірньої школи 2-го ступеня в Астрахані. У 1926 році вступив до комсомолу. У листопаді 1927 — лютому 1928 року — слухач Астраханських губернських курсів з підготовки комсомольських робітників.
У лютому — серпні 1928 року — інструктор районного бюро юних піонерів Селенського районного комітету ВЛКСМ міста Астрахані. У серпні 1928 — жовтні 1929 року — завідувач агітаційно-пропагандистського відділу Астраханського районного комітету ВЛКСМ.
У жовтні 1929 — жовтні 1930 року — завідувач загального відділу, інструктор Астраханського районного комітету ВКП(б).
Член ВКП(б) з листопада 1929 року.
З 1930 року — в Червоній армії. У жовтні 1930 — листопаді 1931 року — курсант-однорічник 7-го полку зв'язку Приволзького військового округу. У листопаді 1931 — лютому 1933 року — начальник 5-го відділення штабу 61-ї стрілецької дивізії Приволзького військового округу.
У лютому 1933 — травні 1938 року — слухач інженерного факультету Військової академії механізації та моторизації РСЧА імені Сталіна. Був комсоргом курсу, секретарем бюро ВЛКСМ інженерного факультету, секретарем Центрального бюро ВЛКСМ академії, секретарем партійного комітету інженерного факультету і членом Центрального партійного бюро академії.
5 травня 1938 — 6 березня 1940 року — парторг ЦК ВКП(б) на Харківському машинобудівному заводі № 183 імені Комінтерну та 1-й секретар Комінтернівського районного комітету КП(б)У міста Харкова.
6 березня 1940 — листопад 1942 року — 1-й секретар Харківського обласного і міського комітетів КП(б)У. З початком німецько-радянської війни в липні 1941 року також призначений уповноваженим Державного комітету оборони СРСР на Харківському тракторному заводі (ХТЗ) № 265 із виробництва бронетракторів і Т-60 та комісаром Харківського корпусу народного ополчення. Весною 1942 року разом із Харківським обласним комітетом КП(б)У евакуйований в місто Енгельс Саратовської області РРФСР. У 1942 році — уповноважений Військової ради Сталінградського фронту із забезпечення танкових військ танками, моторами і запасними частинами на Уралі.
З листопада 1942 по січень 1943 року — відповідальний організатор Управління кадрів ЦК ВКП(б). Одночасно, у грудні 1942 — лютому 1943 року — заступник народного комісара середнього машинобудування СРСР з кадрів.
У лютому 1943 року прибув до Харковав, знову очолив Харківський обласний комітет КП(б)У. Але через місяць, після наступу німецьких військ, евакуювався з Харкова на Урал, де був призначений 1-м секретарем Нижньотагільського міського комітету ВКП(б) Свердловської області. У травні 1943 року переведений на політичну роботу в Радянську армію.
У травні — жовтні 1943 року — член Військової ради 40-ї армії Воронезького фронту. У жовтні 1943 — травні 1945 року — член Військової ради 38-ї армії 1-го, 2-го та 4-го Українських фронтів. У липні 1944 року був поранений біля містечка Дунаїв, до вересня 1944 року лікувався в госпіталі в Москві. У травні 1945 — серпні 1946 року — член Військової ради 40-ї армії.
10 липня 1946 — 25 січня 1949 року — секретар ЦК КП(б)У з кадрів.
У грудні 1948 — січні 1950 року — слухач курсів із підготовки і перепідготовки 1-х секретарів обкомів при ЦК ВКП(б).
9 січня 1950 — 3 вересня 1951 року — 1-й секретар Одеського обласного комітету КП(б)У.
У червні — серпні 1951 року — інспектор ЦК ВКП(б).
26 серпня 1951 — 11 березня 1953 року — заступник міністра державної безпеки СРСР з кадрів.
29 березня 1953 — 13 серпня 1955 року — 1-й секретар Одеського обласного комітету КПУ.
14 серпня 1955 — 27 листопада 1960 року — надзвичайний і повноважний посол СРСР в Румунії.
27 листопада 1960 — 30 червня 1962 року — надзвичайний і повноважний посол СРСР в Югославії.

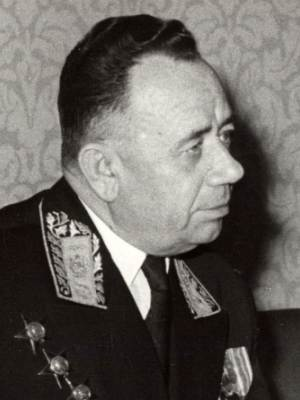
Олексій Єпішев, 1961.

11 травня 1962 — 5 липня 1985 року — начальник Головного політичного управління Радянської армії та флоту та член Ради Оборони СРСР і Головної Військової Ради. З серпня 1965 по травень 1966 року — член Ідеологічної комісії при ЦК КПРС.
Як начальник Головного політичного управління Радянської армії та флоту в 1962—1985 роках був організатором та керівником компартійного контролю за офіцерським корпусом Радянської армії та вищим представником ЦК КПРС у армійському командуванні і Генеральному штабі РА.
5 липня — 15 вересня 1985 року — генеральний інспектор Групи генеральних інспекторів Міністерства оборони СРСР.

## Праці
- «Могутня зброя партії. Деякі питання партійно-політичної роботи в армії і на флоті» (1973)
- «Ідеологічна боротьба з військових питань» (1974)
- «Ідеологічна робота в сучасних Збройних Силах» (1978)
- «Ідеям партії вірні» (1981)
- «Актуальні питання партійно-політичної роботи в армії і на флоті» (1984)

## Родина
Дружина — Тетяна Олексіївна.

## Звання
- воєнінженер 3 рангу
- генерал-майор (26.05.1943)
- генерал армії (11.05.1962)

## Нагороди
- Герой Радянського Союзу (21.02.1978)
- чотири ордени Леніна (23.01.1948, 22.02.1968, 21.02.1978, 18.05.1983)
- орден Жовтневої Революції (4.05.1972)
- чотири ордени Червоного Прапора (23.10.1943, 7.01.1944, 23.05.1945, 4.11.1981)
- орден Богдана Хмельницького І ст. (25.08.1944)
- два ордени Вітчизняної війни І ст. (29.05.1944, 11.03.1985)
- орден Трудового Червоного Прапора (17.05.1958)
- три ордени Червоної Зірки (19.09.1941, 27.08.1943)
- орден «За службу Батьківщині в Збройних Силах СРСР» ІІІ-го ст.
- медалі
- лауреат Ленінської премії (1983, за участь у підготовці та виданні 12-томної «Історії другої світової війни 1939—1945»)
- два ордени Червоного Прапора (Монголія, травень 1978)
- орден «Бойовий Хрест» (Чехословаччина)
- орден «Білого Лева» (Чехословаччина)
- орден Червоного Прапора (Монгольська Народна Республіка)
- орден «Народна Республіка Болгарія» I ст. (Болгарія)
- орден «Хрест Грюнвальда» II класу (Польща)
- почесний громадянин Києва (позбавлений 2023 року)[4]

## Пам'ять
- вулиця Єпішева в місті Астрахані
- колишнє Вище військово-політичне училище інженерних військ і військ зв'язку імені генерала армії О. О. Єпішева в Донецьку